# Eleccions presidencials ucraïneses de 1994
Les Eleccions presidencials ucraïneses de 1994 es van dur a terme entre el 26 de juny i el 10 de juliol de 1994. Van ser les segones eleccions presidencials a Ucraïna després de la seva independència de la Unió Soviètica. Les eleccions presidencials es convocaren abans del previst, arran d'un compromís polític entre el President i el Parlament: les eleccions parlamentàries es van celebrar a final d'any.
La primera volta de les eleccions va tenir lloc el 26 de juny de 1994 i la segona volta el 10 de juliol de 1994. Com a resultat, el president interí Leonid Kravtxuk va perdre la presidència davant l'ex-primer ministre Leonid Kutxma.
En particular, després de la dissolució formal de la Unió Soviètica el desembre de 1991 van ser les primeres eleccions presidencials de la Comunitat d'Estats Independents (format per estats post-soviètics) quan el Cap d'Estat amb arrels basades en la nomenklatura soviètica perdés el seu lloc de lideratge pacíficament arran de les eleccions celebrades democràticament a tot el país, però, la competència entre Kravchuk i Kutxma tenia gran part d'una disputa dins de la nomenklatura governant.

## Resultats de les eleccions presidencials de 1994
| Candidats — Partits                           | Vots (1a volta) | %     | Vots (2a volta) | %     |
| --------------------------------------------- | --------------- | ----- | --------------- | ----- |
| Leonid Kravtxuk - Independent                 | 9,977,766       | 38.36 | 12,111,603      | 45.06 |
| Leonid Kutxma - Independent                   | 8,107,626       | 31.17 | 14,016,850      | 52.15 |
| Oleksandr Moroz – Partit Socialista d'Ucraïna | 3,466,541       | 13.33 |                 |       |
| Volodymyr Lanoviy - Independent               | 2,483,986       | 9.55  |                 |       |
| Valeriy Babych - Independent                  | 644,263         | 2.48  |                 |       |
| Ivan Plyushch - Independent                   | 321,886         | 1.24  |                 |       |
| Petro Talanchuk - Independent                 | 143,361         | 0.55  |                 |       |